# جامعة يوكوهاما الوطنية
جامعة يوكوهاما الوطنية (باليابانية: 横浜国立大学) هي جامعة حكومية في اليابان. تقع في مدينة يوكوهاما بمحافظة كاناغاوا، تأسست عام 1876.

## الكليات
- كلية العلوم التربوية والإنسانية
- كلية الاقتصاد
- كلية إدارة الأعمال
- كلية العلوم الهندسية

## أبرز الخريجين
- ريو نيشيزاوا
- شونجي إيواي
- هيرونوبو ساكاجوتشي